# 伍德殖民地 (加利福尼亞州)
伍德殖民地（英語：Wood Colony）是位於美國加利福尼亞州斯坦尼斯洛斯縣的一個非建制地區。該地的面積和人口皆未知。

## 地理
伍德殖民地的座標為37°46′42″N 120°25′05″W / 37.77833°N 120.41806°W，而該地的平均海拔高度為145米（即476英尺）。